# Borgarbyggð
Borgarbyggð é um município na Islândia. Em 2019 tinha uma população estimada em 3860 habitantes.